# Psyche Nyström
Psyche Naemi Margareta Viktoria Nyström, född 12 juli 1917 i Jönköping, död 20 april 2006 i Södertälje, var en svensk jurist.
Nyström, som var dotter till stadsingenjör Natanael Nyström och Ester Nyström, avlade studentexamen i Malmö 1939 och blev juris kandidat vid Stockholms högskola 1944. Efter tingstjänstgöring i Medelpads östra domsaga 1944–1945, tjänstgjorde hon i Stockholms rådhusrätt 1945–1946, tingstjänstgöring i Västmanlands östra domsaga 1946–1947, var tillförordnad borgmästare i Sala stad periodvis 1947–1948, amanuens i Medicinalstyrelsen 1947–1951 och sekreterare i Östersunds stads drätselkammare från 1951. Hon var sekreterare i 1946 års kommitté för sjuksköterskeutbildning 1948–1951, i hyresnämnden i Östersund 1951–1952 och i 1950 års saneringskommitté.